# Koninklijk Atheneum Deurne

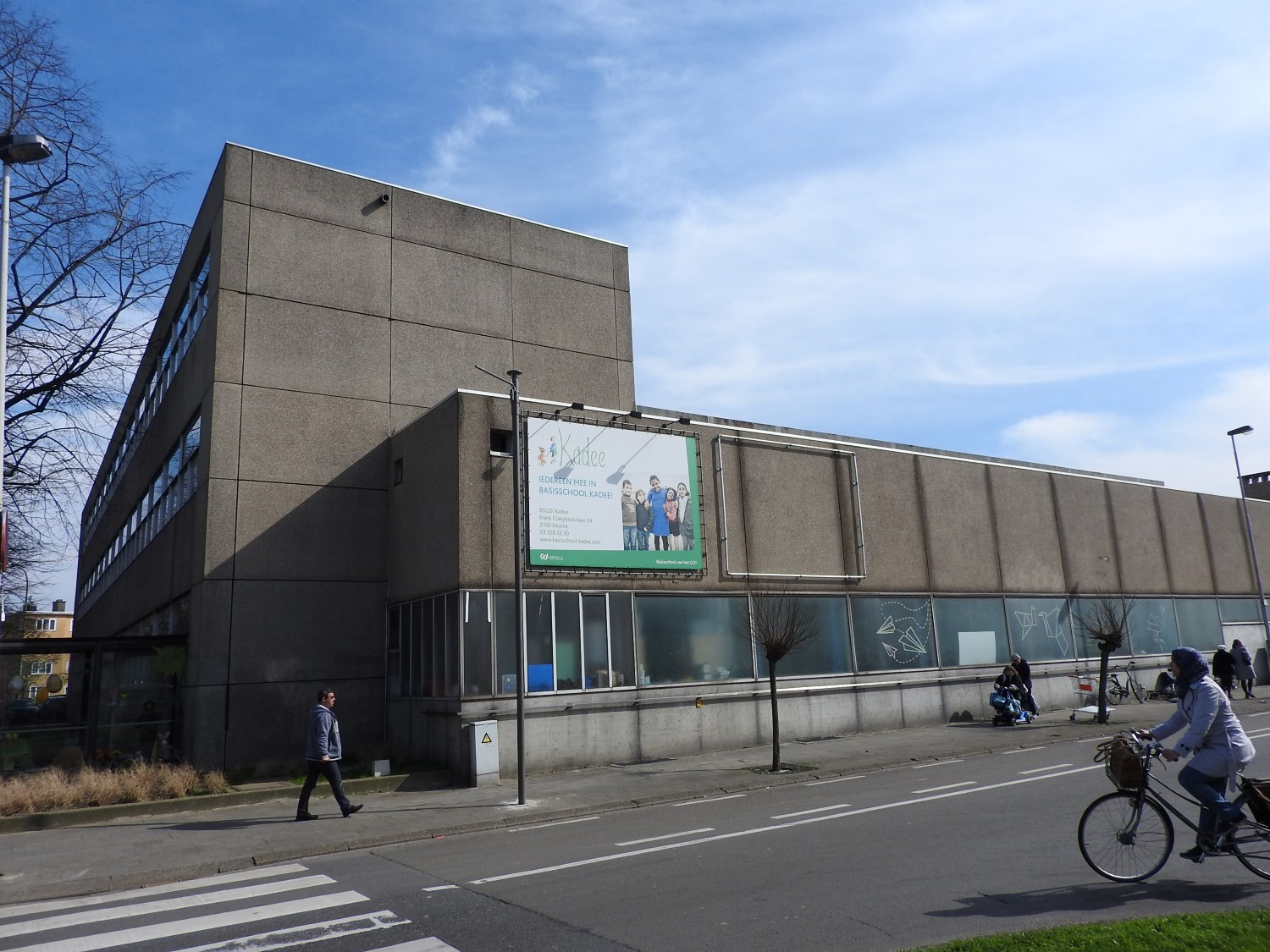
Buitenaanzicht

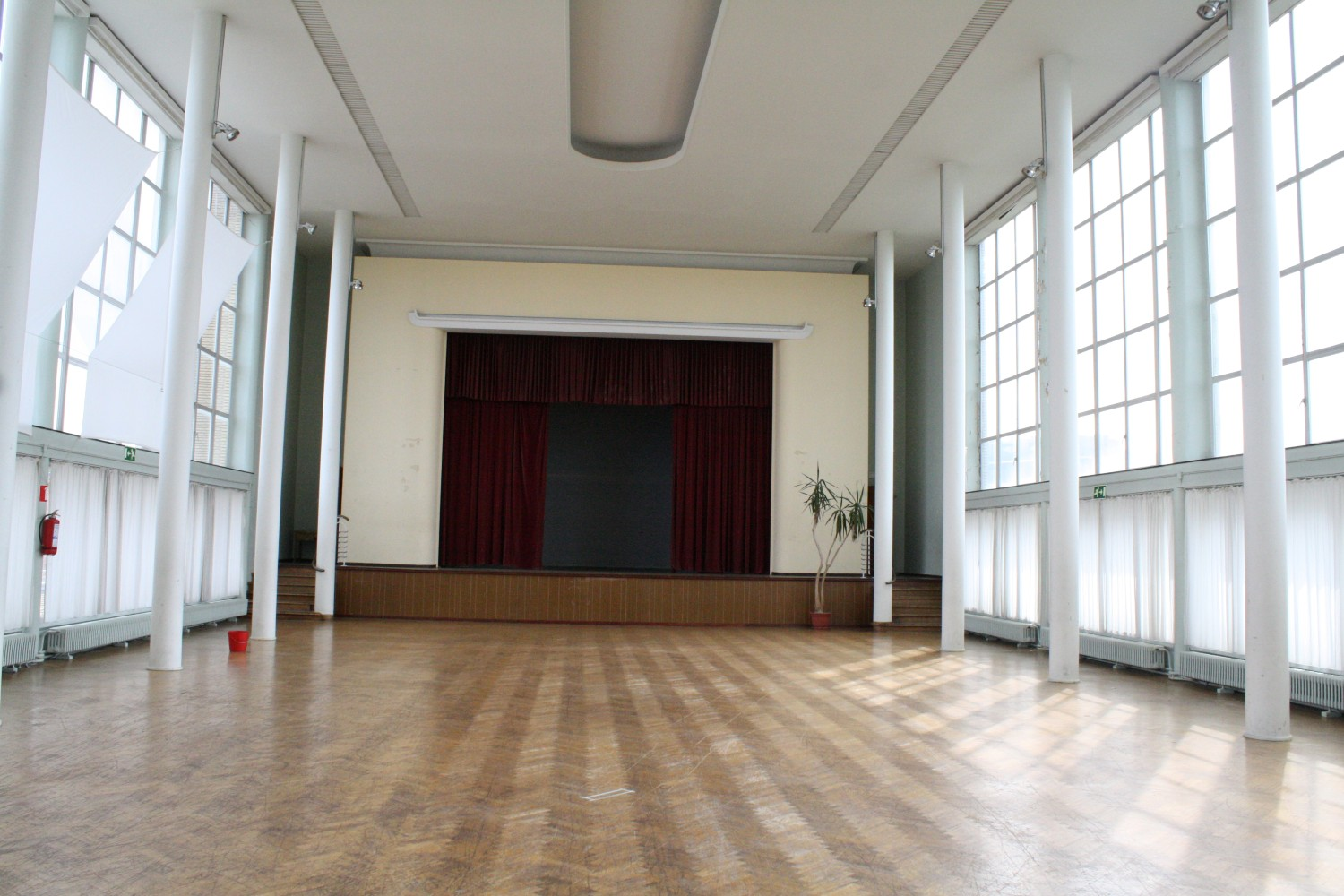
Interieur: feestzaal

Het Koninklijk Atheneum van Deurne is een school in het stadsdistrict Deurne van de Belgische stad Antwerpen. De school staat aan de Frank Craeybeckxlaan 22 op ongeveer 250 meter ten noorden van het Districtshuis van Deurne, en maakt deel uit van het GO! onderwijs van de Vlaamse Gemeenschap.

## Geschiedenis
In 1936 verkreeg architect Eduard Van Steenbergen de opdracht om een nieuw schoolgebouw te ontwerpen. 
In maart 1941 werd het gebouw voltooid, maar was al reeds op april 1940 in gebruik genomen. Twintig jaar later werd een van de vleugels alsnog verhoogd met een verdieping.
In 1978 werd de school uitgebreid naar het ontwerp van architect Edward Van Steenbergen.
In 1995 werd het gebouw beschermd als monument.
Tussen 2002 en 2012 vond er een grondige renovatie van het schoolgebouw plaats.

## Gebouw
Het gebouw is in modernistische stijl opgetrokken en bestaat uit 31 lokalen, een feestzaal, twee gymlokalen, een woning voor de conciërge en een doucheruimte bestemd voor de buurt. Van buiten heeft het gebouw een gele bakstenen bekleding.